# فيلهلم الثاني ملك فورتمبيرغ
وليام الثاني من فورتمبيرغ ((بالألمانية: Wilhelm II. von Württemberg)‏) (و. 1848 – 1921 م) هو سياسي من ألمانيا . ولد في شتوتغارت.
توفي في توبنغن، عن عمر يناهز 73 عاماً.

## مناصب
تولى منصب ملك .

## جوائز
حصل على جوائز منها:
- وسام الاستحقاق (بروسيا)
- وسام فارس رهبانية الصوفة الذهبية.